# Марчуков, Алексей Васильевич
Алексей Васильевич Марчуков — советский хозяйственный, государственный и политический деятель, Герой Социалистического Труда.

## Биография
Родился в 1922 году в селе Телелюй. Член КПСС с 1942 года.
Участник Великой Отечественной войны. С 1945 года — на хозяйственной, общественной и политической работе. В 1945—1986 гг. —заведующий военным отделом Меловатского райкома ВКП(б) Воронежской области, первый секретарь Меловатского райкома ВКП(б), заведующий сельхозотделом Меловатского райкома ВКП(б), руководитель отдела партийных, профсоюзных и комсомольских организаций Меловатского, Голосновского района Воронежской области, секретарь райкома КПСС по зоне Мало-Верейской машинно-тракторной станции, второй секретарь Голосновского райкома КПСС, председатель колхоза «Красная нива» Голосновского района, председатель колхоза «Ведуга» Семилукского района Воронежской области, начальником отдела кадров Семилукского огнеупорного завода.
Указом Президиума Верховного Совета СССР от 8 апреля 1971 года присвоено звание Героя Социалистического Труда с вручением ордена Ленина и золотой медали «Серп и Молот».
Умер в Семилуках в 2013 году.